# Jales
Jales é um município brasileiro no interior do estado de São Paulo, Região Sudeste do país. Tem população estimada em 50.017 habitantes (IBGE/2024) e área de 368,574 km². Localiza-se a cerca de 586 km da cidade de São Paulo.

## História

### Origem
O fundador da cidade Euphly Jalles era proprietário de vasta extensão de terras no município de Tanabi, além de conhecedor do futuro traçado dos trilhos da Estrada de Ferro Araraquara que passariam por essas terras.
Por isso contratou Athayde Gonçalves da Silva, João Mariano de Freitas e José Nunes de Brito, entre outros, para o desmatamento de uma área. Após a derrubada, foi traçada a área urbana e dado início à venda de pequenas propriedades agrícolas para cultura racional e intensiva de café, algodão, cereais diversos e criação de gado.
Ainda na fase do desmatamento, foi sugerido pelos desbravadores e primeiros proprietários que o novo povoado tivesse o nome de Jales, em homenagem ao seu fundador. No dia 15 de abril de 1941 a população se reuniu para levantar um cruzeiro, sendo rezada a primeira missa.

### Formação territorial-administrativa
- Distrito criado com a denominação de Jales pelo Decreto-Lei Estadual nº 14.334 de 30/11/1944, com território desmembrado do distrito de Monteiro (atual Álvares Florence), no município de Tanabi, e transferido ao novo município de Fernandópolis, também desmembrado de Tanabi.[6][7]

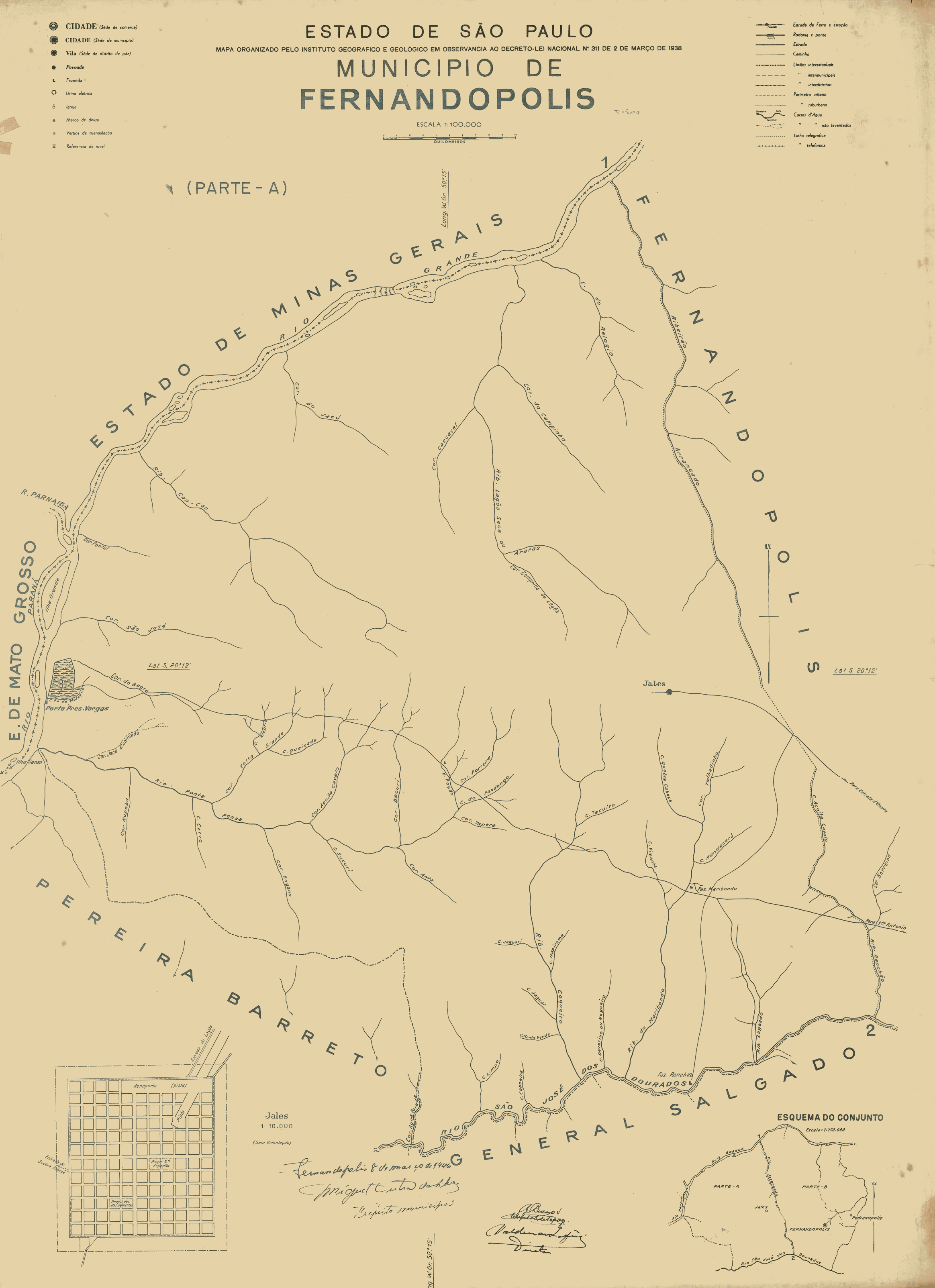
Mapa do distrito de Jales, município de Fernandópolis (1944).

- Elevado à município com a denominação de Jales pela Lei Estadual nº 233 de 24/12/1948, desmembrado do município de Fernandópolis. Pela mesma lei foram criados os distritos de Dolcinópolis, Palmeira d’Oeste, Três Fronteiras e Vitória Brasil, todos com território do distrito de Jales e incorporados ao município.[6][7]

Quando foi criado, o município de Jales possuía uma área territorial de 2.826 km², sendo o segundo maior município do estado de São Paulo, ficando atrás apenas de Pereira Barreto.

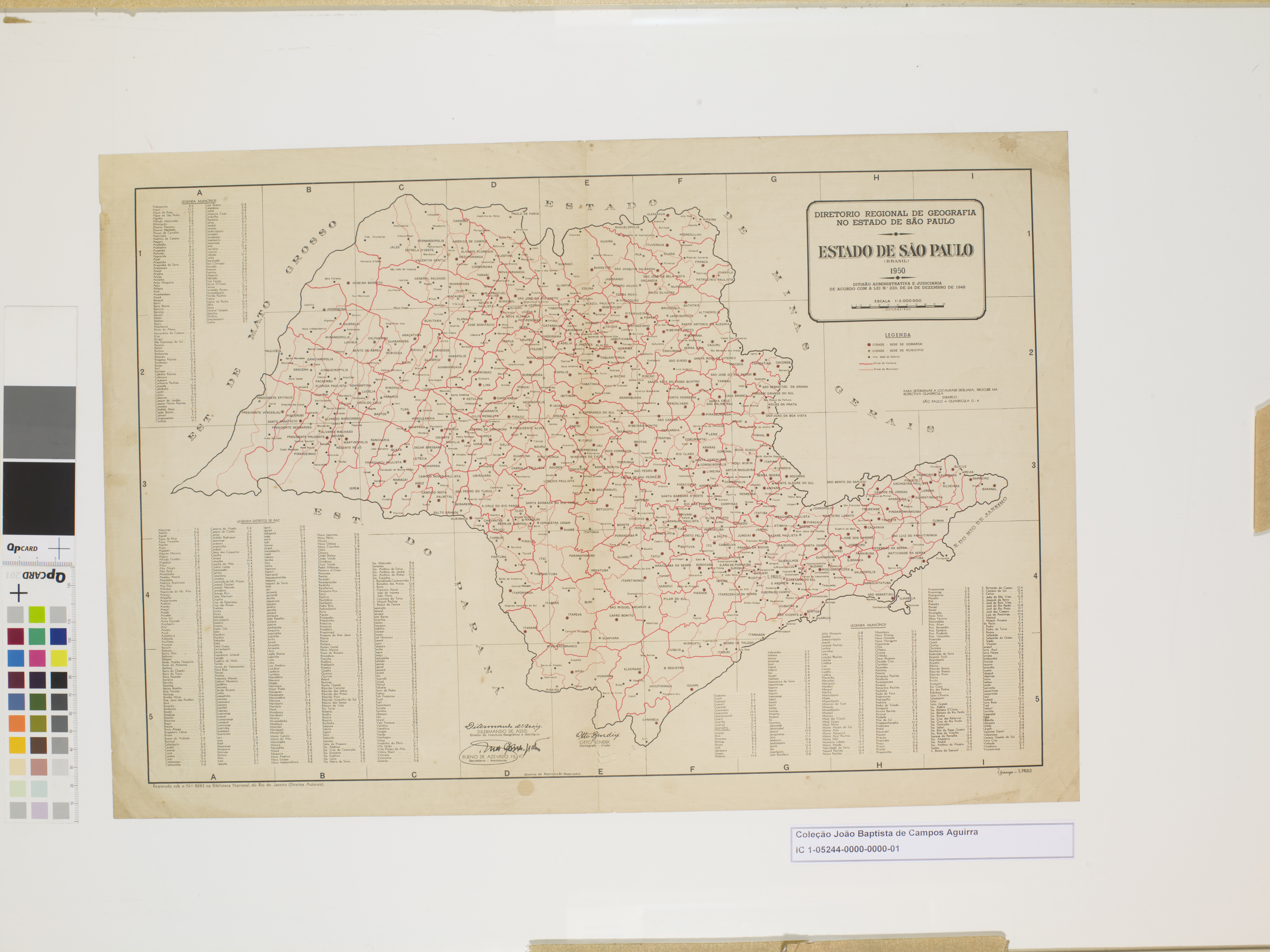
Estado de São Paulo (1949-1953), período em que Jales era o segundo maior município paulista.

- Pela Lei Estadual nº 2.456 de 30/12/1953 foram criados os distritos de Pontalinda, Santa Albertina, Santa Fé do Sul e Urânia. Pela mesma lei é criado também o município de Santa Fé do Sul, desmembrado de Jales, transferindo para o novo município o distrito de Três Fronteiras.[7]

Com o desmembramento de Santa Fé do Sul, a área territorial de Jales foi reduzida para 2.111 km², sendo o oitavo maior município do estado de São Paulo no período.

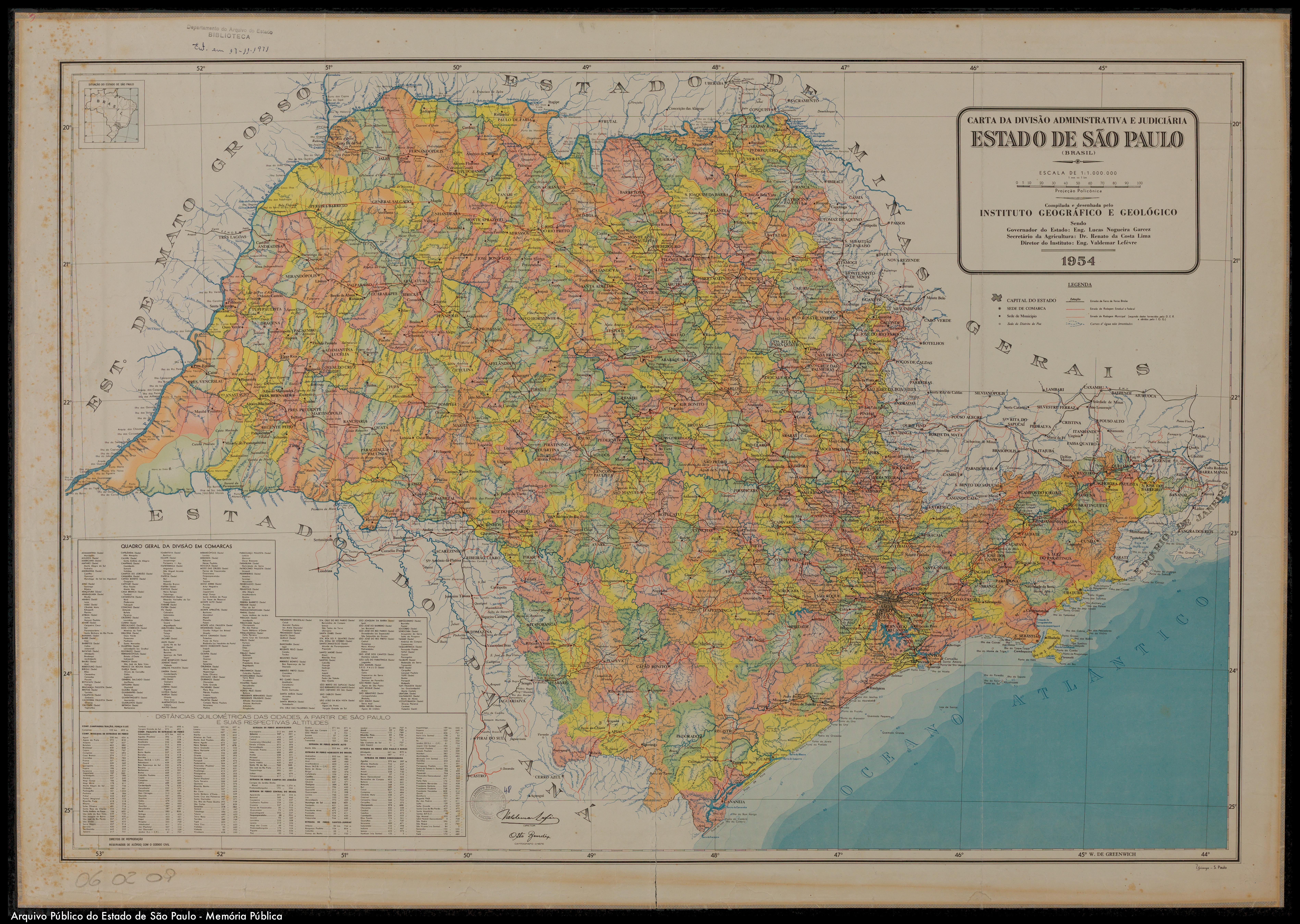
Estado de São Paulo (1954-1959), período em que Jales era o oitavo maior município paulista.

- Pela Lei Estadual nº 5.285 de 18/02/1959 são desmembrados do município de Jales os distritos de Dolcinópolis, Palmeira d’Oeste, Santa Albertina e Urânia, elevando-os à categoria de município. Pela mesma lei é criado o distrito de São Francisco e incorporado ao município.[7]

Com o desmembramento desses municípios, a área territorial de Jales foi reduzida para 819 km².
- Pela Lei Estadual nº 8.092 de 28/02/1964 é desmembrado o distrito de São Francisco, sendo elevado à categoria de município.[7]
- Pela Lei Estadual nº 7.644 de 30/12/1991 é desmembrado o distrito de Pontalinda, sendo elevado à categoria de município.[7]
- Pela Lei Estadual nº 8.550 de 30/12/1993 é desmembrado o distrito de Vitória Brasil, sendo elevado à categoria de município.[7]

## Geografia

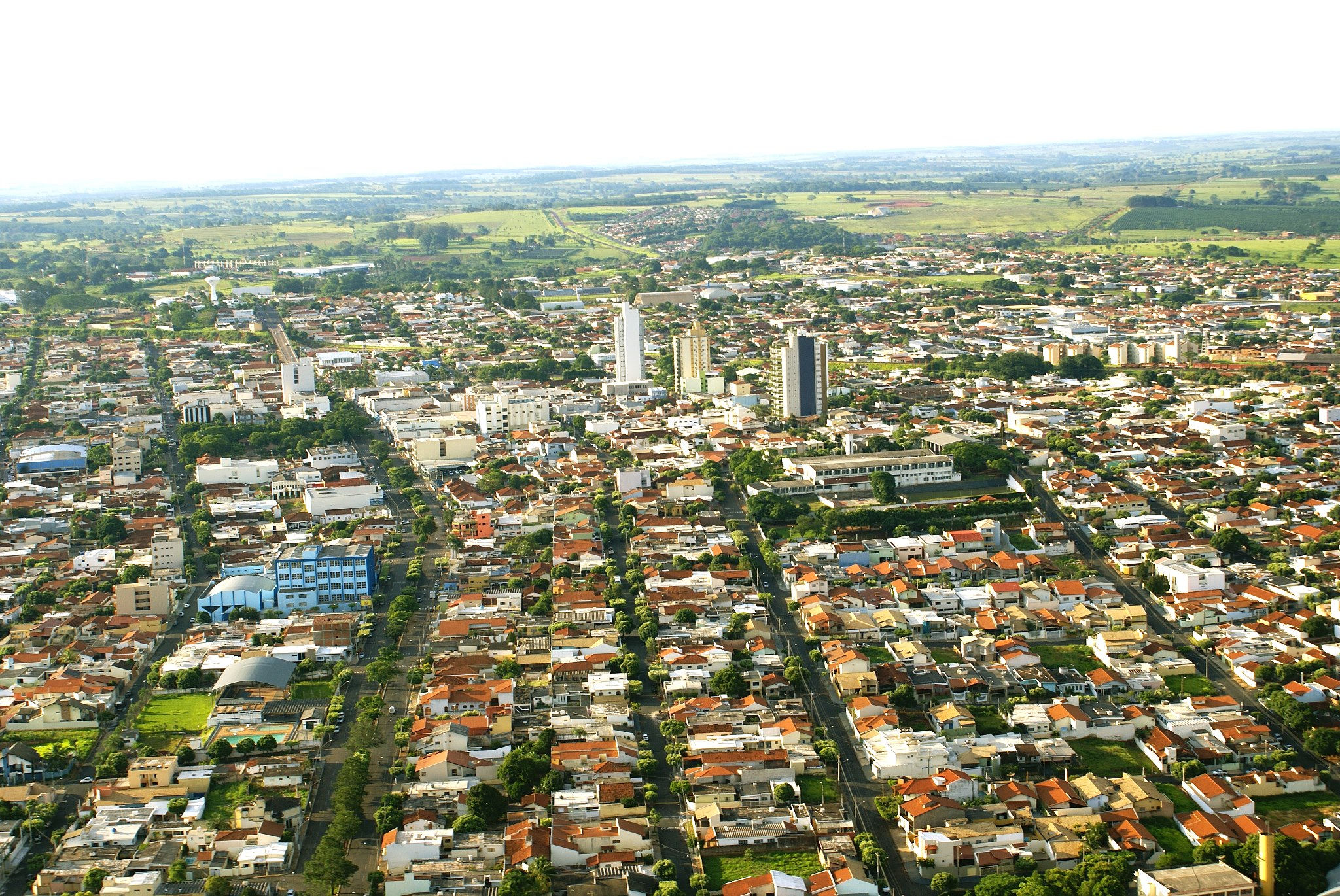
Vista aérea da cidade em 2011

Localiza-se a uma latitude 20º16'08" sul e a uma longitude 50º32'45" oeste, estando a uma altitude de 478 metros. Possui uma área de 368,757 km².

### Hidrografia
- Ribeirão Açoita Cavalo
- Ribeirão Arribada
- Ribeirão Cascavel
- Ribeirão da Figueira
- Ribeirão das Perobas
- Ribeirão do Açude
- Ribeirão do Café
- Ribeirão dos Coqueiros
- Ribeirão Figueirinha
- Ribeirão Helena
- Ribeirão Jataí
- Ribeirão Lagoa
- Ribeirão Marimbondo
- Ribeirão Matão
- Ribeirão Matãozinho
- Ribeirão Perobinha
- Ribeirão Quebra-Cabaça I
- Ribeirão Quebra-Cabaça II
- Ribeirão Sete de Setembro
- Ribeirão Veadão
- Ribeirão Veadinho[9]

### Clima
O clima de Jales é o tropical com inverno seco, Aw na classificação de Köppen.
| Dados climatológicos para Jales | Dados climatológicos para Jales | Dados climatológicos para Jales | Dados climatológicos para Jales | Dados climatológicos para Jales | Dados climatológicos para Jales | Dados climatológicos para Jales | Dados climatológicos para Jales | Dados climatológicos para Jales | Dados climatológicos para Jales | Dados climatológicos para Jales | Dados climatológicos para Jales | Dados climatológicos para Jales | Dados climatológicos para Jales |
| Mês                             | Jan                             | Fev                             | Mar                             | Abr                             | Mai                             | Jun                             | Jul                             | Ago                             | Set                             | Out                             | Nov                             | Dez                             | Ano                             |
| ------------------------------- | ------------------------------- | ------------------------------- | ------------------------------- | ------------------------------- | ------------------------------- | ------------------------------- | ------------------------------- | ------------------------------- | ------------------------------- | ------------------------------- | ------------------------------- | ------------------------------- | ------------------------------- |
| Temperatura máxima média (°C)   | 32,0                            | 32,0                            | 32,0                            | 30,4                            | 29,0                            | 28,0                            | 29,0                            | 31,0                            | 31,0                            | 33,0                            | 32,0                            | 32,0                            | 30,9                            |
| Temperatura mínima média (°C)   | 21,0                            | 20,0                            | 20,0                            | 16,9                            | 15,0                            | 14,0                            | 14,0                            | 16,0                            | 18,0                            | 19,0                            | 19,0                            | 21,0                            | 17,8                            |
| Precipitação (mm)               | 220,5                           | 174,6                           | 139,3                           | 83,4                            | 61,4                            | 29,2                            | 19,0                            | 17,7                            | 60,1                            | 102,3                           | 130,3                           | 183,8                           | 1 221,6                         |
| Fonte: UNICAMP/CEPAGRI          |                                 |                                 |                                 |                                 |                                 |                                 |                                 |                                 |                                 |                                 |                                 |                                 |                                 |

## Demografia

### População
| Crescimento populacional                             | Crescimento populacional | Crescimento populacional | Crescimento populacional |
| Ano                                                  | População Total          |                          | %±                       |
| ---------------------------------------------------- | ------------------------ | ------------------------ | ------------------------ |
| 1950                                                 | 32 048                   |                          | —                        |
| 1958                                                 | 64 874                   |                          | 102,4%                   |
| 1960                                                 | 36 457                   |                          | −43,8%                   |
| 1970                                                 | 38 436                   |                          | 5,4%                     |
| 1980                                                 | 38 601                   |                          | 0,4%                     |
| 1991                                                 | 45 956                   |                          | 19,1%                    |
| 2000                                                 | 46 186                   |                          | 0,5%                     |
| 2010                                                 | 47 012                   |                          | 1,8%                     |
| 2022                                                 | 48 776                   |                          | 3,8%                     |
| Est. 2024                                            | 50 017                   | [ 11 ]                   | 2,5%                     |
| Fontes: Censos Demográficos IBGE e Estimativas SEADE |                          |                          |                          |

### Dados demográficos
Dados do Censo - 2017
População total: 50.017
- Urbana: 47.510
- Rural: 2.500
- Homens: 24.510
- Mulheres: 25.500

Densidade demográfica (hab./km²): 147,57
Taxa de alfabetização: 96,3%
Dados do Censo - 2000
Mortalidade infantil até 1 ano (por mil): 14,17
Expectativa de vida (anos): 72,15
Taxa de fecundidade (filhos por mulher): 1,96
Índice de Desenvolvimento Humano (IDH-M): 0,804
- IDH-M Renda: 0,741
- IDH-M Longevidade: 0,786
- IDH-M Educação: 0,884

(Fonte: IPEADATA)

## Política e administração
- Prefeito Municipal - Luis Henrique dos Santos Moreira
- Vice Prefeito Municipal - Marynilda Cavenaghi
- Presidente do Poder Legislativo Municipal: Bismarck

## Infraestrutura

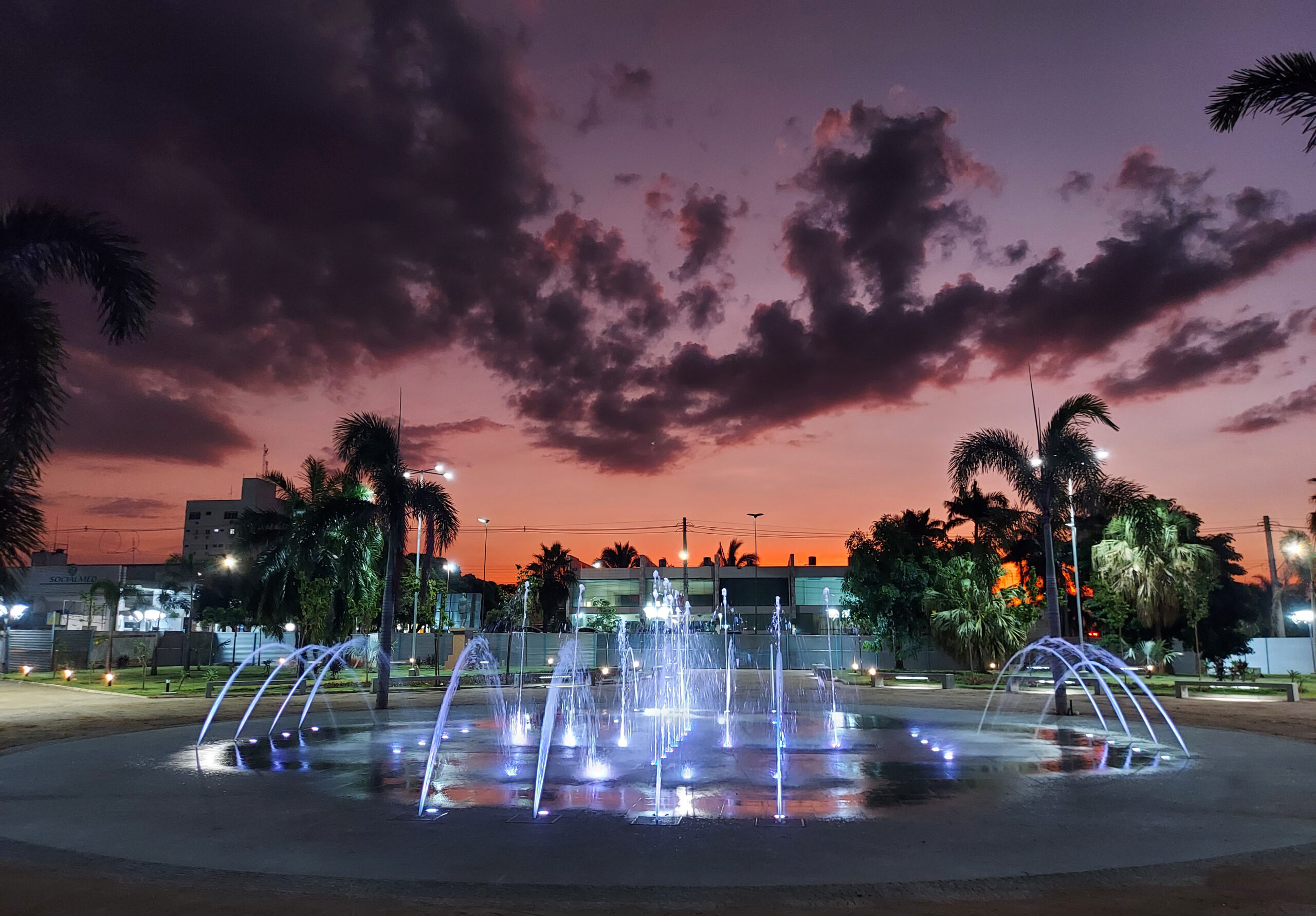
Fonte da Praça Euphly Jalles

### Comunicações

#### Telefonia
O sistema de telefones automáticos foi inaugurado na cidade em 1979 juntamente com o sistema de discagem direta à distância (DDD), com o código de área (0176). Na década de 90 o código DDD da cidade foi alterado para (017) pela Telecomunicações de São Paulo (TELESP), para padronização do sistema telefônico com a telefonia celular que estava sendo implantada em todo o estado.

#### Emissoras de radio
Em Jales se fazem presentes 8 emissoras de rádio licenciadas oficialmente. Sendo elas: Antena 102,3 FM, Regional 103,5 FM, Jovem Pan Jales 97,7 FM, Band 96,7 FM, Rádio Nativa 93,1 FM, Rádio Moriah 105,9 FM, Rádio Assunção 89,3 FM e Rádio Canarinho 90,9 FM.

### Saúde
- Santa Casa de Misericórdia de Jales [26]
- Unidade de Pronto Atendimento (UPA 24h)
- Hospital de Câncer de Barretos - Unidade III Jales [27]
- INEJAL - Instituto de Nefrologia de Jales
- Ambulatório Médico de Especialidades (AME)
- Núcleo Central de Atendimento (Postão)
- Serviço de Atendimento Móvel de Urgência (SAMU) [28]
- Unidade de Perícias Médicas da Secretaria da Educação (UPM) [29]
- 11 Unidades Básicas de Saúde (UBS)

### Educação
O sistema educacional de Jales é um dos melhores do estado de São Paulo, utilizando dados do Ideb  cinco escolas da Diretoria de Ensino de Jales está entre as 100 melhores de todo estado. Jales possui as seguintes instituições educacionais:
- 8 Escolas municipais de educação infantil (0-4 anos)
- 6 Escolas estaduais (Ensino Fundamental II e Ensino Médio)
- 9 Escolas municipais (Ensino Fundamental I)
- 4 Escolas particulares de educação infantil (0-4 anos) - Anglo Kids [31], Colégio Ferreira Prado [32], COC Aquarela [33] e Vila Tamanduá.
- 4 Escolas particulares (Ensino Fundamental I, II e Ensino Médio) - Escola Integrada Rui Barbosa - Objetivo [34], COC Unidade Castilho Santos [35], Anglo Jales [36] e Colégio Ferreira Prado [32].
- Diretoria de Ensino da Região de Jales [37]
- 2 Instituições de ensino superior - Faculdade de Tecnologia Prof. José Camargo - FATEC Jales [38], Universidade de Jales - UNIJALES [39]
- 3 Instituições de ensino técnico - ETEC Dr. José Luiz Viana Coutinho - Jales campus Urbano e Rural[40] e Instituto Educacional Profissionalizante - IEP Jales

### Transportes

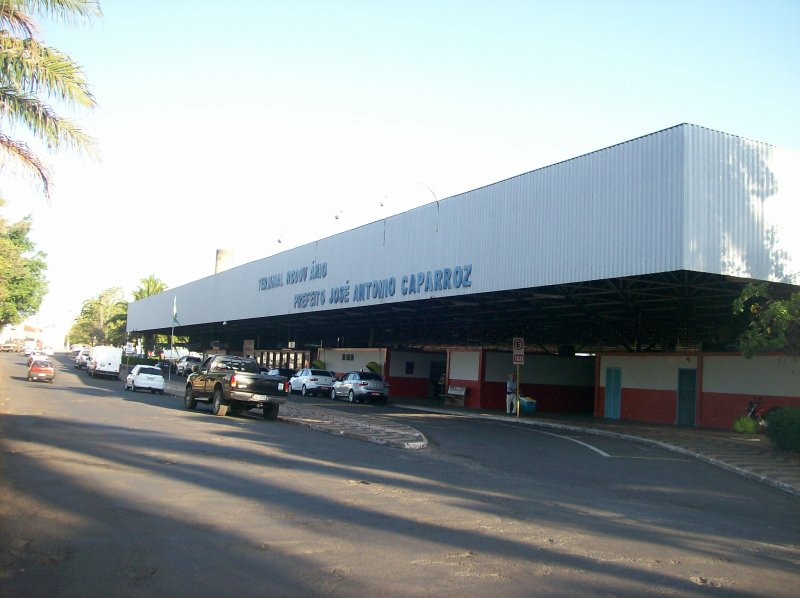
Terminal Rodoviário de Jales

Jales se destaca por dispor transporte público gratuito ilimitado para todos os moradores com 4 linhas percorrendo toda a cidade desde a metade do ano de 2023, quando a Prefeitura Municipal firmou um acordo com a empresa Terra Auto-Viação, com todos os ônibus equipados com ar-condicionado.
- Aeroporto Municipal Antônio Alonso Rodrigues Garcia Geres - SDJL
- Terminal Rodoviário "Prefeito José Antônio Caparroz"
- Transporte coletivo da empresa Terra Auto-Viação

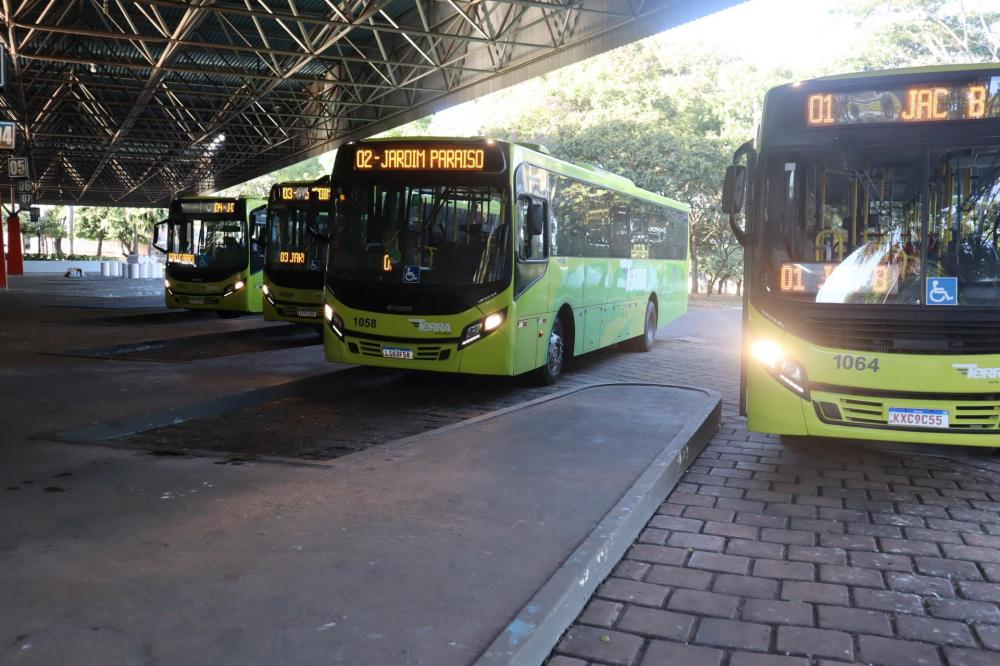
Ônibus do transporte público no Terminal Rodoviário de Jales.

- Transporte Ferroviário da Rumo Logística

### Segurança
- Guarda Civil Municipal de Jales
- 2ª Cia do 16º Batalhão de Polícia Militar de São Paulo

### Rodovias
- SP-320 - Rodovia Euclides da Cunha
- SP-463 - Rodovia Elyeser Montenegro Magalhães
- SP-561 - Rodovia Jarbas de Moraes
- SP-563 - Rodovia Dr. Euphly Jalles
- Vicinal Dr. Victório Prandi
- Vicinal "Osório Donda" (Estrada do Café)
- Vicinal Estrada da Uva

### Ferrovias
- Linha Tronco da antiga Estrada de Ferro Araraquara [41]

## Religião
O Cristianismo, que abrange a maior parte da população da cidade, se faz presente na cidade da seguinte forma:

### Igreja Católica
- A igreja faz parte da Diocese de Jales, com a Catedral Nossa Senhora da Assunção e mais 5 paróquias, sendo Santo Antônio, São José Operário, Santuário da Santíssima Trindade, Santo Expedito e Nossa Senhora Aparecida.[43]

### Igrejas Evangélicas
- Assembleia de Deus Ministério do Belém, possuindo uma sede e mais 6 templos menores.[44][45]
- Congregação Cristã no Brasil, possuindo 4 templos na cidade.[46]
- Primeira Igreja Batista em Jales, sendo a igreja evangélica com maior número de membros da cidade e tendo um templo com capacidade para até 1.500 pessoas sentadas e chegando a ter mais de 2 mil membros cadastrados.[47][48]
- Igreja Presbiteriana Independente do Brasil.[49]
- Igreja do Evangelho Quadrangular.[50]
- Além destas citadas há outras igrejas evangélicas presentes no munícipio, como: Igreja Batista Vide, Igreja Universal do Reino de Deus, Igreja Mundial do Poder de Deus, Igreja Internacional da Graça, Igreja do Nazareno, Atos Church, A Mensagem, Casa Hope,  Assembleia de Deus Voz da Salvação, Assembleia de Deus Plena Paz, Igreja Pentecostal Maranata, dentre outras mais.